# Литвинова, Валентина Алексеевна
Валентина Алексеевна Литвинова (род. 19 декабря 1932) — советская и российская актриса театра и кино, народная артистка РСФСР.

## Биография
Валентина Алексеевна Литвинова родилась 19 декабря 1932 года. Занималась в самодеятельности. Работала в Липецком театре драмы имени Л. Н. Толстого, затем в Тюменском драматическом театре.
В 1969—1987 годах играла в Кемеровском театре драмы им. А. В. Луначарского. В 1980—1987 годах была председателем Кемеровского отделения ВТО.
С 1987 года живёт в Москве, работала в антрепризных спектаклях.

## Награды и премии
- Заслуженная артистка РСФСР (18.02.1973)[1].
- Народная артистка РСФСР (6.05.1980).

## Работы в театре
- «Моя семья» Эдуардо де Филиппе — служанка Мария
- «Снежной королеве» — Герда
- «Русский лес» по роману Л. Леонова — Поля Вихрова
- «С легким паром» Э. Брагинского — Надя
- «Варшавская мелодия» — Гелена
- «История одной любви» К. Симонова — Катя
- «Трактирщица» («Хозяйка гостиницы») К. Гольдони — Мирандолина
- «Валенсианская вдова» Лопе де Вега — Леонарда
- «Дарю небо и землю» по пьесе И. Друцэ «Касе маре» — Василуца
- «Анна Каренина» М. Рощина по роману Л. Н. Толстого — Анна Каренина

### Фильмография
1. 1989 — Следствие ведут ЗнаТоКи. Мафия — врач в роддоме
2. 1991 — Дело — Анна Антоновна, тетя Лидии Петровны
3. 1991 — Дело Сухово-Кобылина — Анна Антоновна
4. 1991 — Тени — Ольга Дмитриевна
5. 2002—2003 —  Убойная сила (сезон 4) (фильм №7 «Подземка») — эпизод
6. 2004 — Сёстры — эпизод
7. 2014 — Поиски улик — эпизод